# 小行星3506
小行星3506（3506 French）是一颗绕太阳运转的小行星，为主小行星带小行星。该小行星于1984年2月6日发现。

## 轨道参数
小行星3506的轨道半长轴为2.9990860 UA，离心率为0.093。